# Contone
Contone es una antigua comuna suiza del cantón del Tesino, localizada en el distrito de Locarno, círculo de Gambarogno.

## Fusión
A partir del 25 de abril de 2010 la comuna de Contone es una de las nueve "fracciones" de la comuna de Gambarogno, junto con las antiguas comunas de Caviano, Gerra (Gambarogno), Indemini, Magadino, Piazzogna, San Nazzaro, Sant'Abbondio y Vira (Gambarogno).
Contone fue una de las ocho comunas en aprobar la votación consultativa del 27 de noviembre de 2007 en la que se preguntaba a los votantes si estaban de acuerdo con la fusión de las nueve comunas en una sola denominada Gambarogno. En Contone de un total de 263 votos (59% de participación), 179 fueron a favor (69%), mientras que 80 fueron desfavorables (31%).

## Geografía
Contone se encuentra en la región entre el locarnese y el luganese, a los pies del Monte Ceneri. La antigua comuna limitaba al noreste, este y sureste con la comuna de Cadenazzo, al suroeste con Rivera, al este con Magadino, y al noroeste con Locarno.